# Vân An, Vân Phù
Vân An (chữ Hán giản thể: 云安区, Hán-Việt: Vân An khu) là một quận thuộc địa cấp thị Vân Phù, tỉnh Quảng Đông, Cộng hòa Nhân dân Trung Hoa. Quận này có diện tích 1.231 km², dân số năm 2001 là 300.000 người. Mã số bưu chính là 527500. Chính quyền quận đóng ở trấn Lục Đô. Về mặt hành chính, quận này được chia thành 8 trấn: Lục Đô, Tiền Phong, Nam Thịnh, Phú Lâm, Trấn An, Bạch Thạch, Cao Thôn, Thạch Thành.